# Wanda Józefa Maria Kirchmayer
Wanda Józefa Maria Kirchmayer ps. „Wanda” i „Janka” (ur. 9 listopada 1901 w Majdanie Górnym, zm. 29 marca 1944 w Warszawie) – inżynier rolnik, podporucznik Tajnej Organizacji Wojskowej.

## Życiorys
Urodziła się 9 listopada 1901 w rodzinie Kazimierza (adwokat) i Wandy z domu Matłaszczyńska. Siostra Jerzego Kirchmayera generała Wojska Polskiego. Latem 1920 w „Białym Krzyżu” pracowała ochotniczo przez trzy miesiące jako kierowniczka gospody w znajdujących się w Krakowie przy ul. Grodzkiej koszarach Legionów. W tym samym roku zmarł jej ojciec. W 1921 zdała maturę w IV Państwowym Gimnazjum w Krakowie, a 26 czerwca 1928 ukończyła Szkołę Główną Gospodarstwa Wiejskiego w Warszawie i otrzymała tytuł inżyniera rolnika. 

Od wiosny 1940 w konspiracji w Tajnej Organizacji Wojskowej (TOW), gdzie była zastępczynią Józefa Kęsiela „Skiby” i „Bolka” (kierownik Wydziału Łączności KG TOW). Do jej zadań należało utrzymywanie kontaktu z Okręgiem TOW Kraków i przyjmowanie kurierów przybywających do Warszawy z Krakowa, a także z Wilna, Lublina i Radomia. W marcu 1940, kiedy odbywała kurierską podróż powrotną z Wilna do Warszawy, podczas przekraczania granicy, gdy przepływała przez wezbrany Bug, zatrzymał ją patrol Grenzschutzu. Znając dobrze język niemiecki, skutecznie udała Niemkę, uciekającą z terenów sowieckich do rodziny w Rzeszy. Przetrzymywana była na strażnicy granicznej pod dość słabym nadzorem, więc następnego dnia udało jej się uciec i pieszo lasami dotrzeć do Warszawy. W marcu 1943 po scaleniu TOW z Armią Krajową pracowała w sztabie Kedywu Okręgu Warszawskiego. Postawę jej charakteryzują słowa Józefa Rybickiego:

... wyróżniała się wyjątkową punktualnością, solidnością w dotrzymywaniu [terminów] i w przywożeniu zamówień [materiałów]. Można było na nią liczyć jak na Zawiszę. Wiadome się wkrótce stało, że jeśli przyjęła zamówienie - to będzie ono wykonane, że poruszy niebo i ziemię, byleby tylko teren otrzymał to o co prosi. Stale w rozjazdach, stale obładowana materiałami. Przeszła dziesiątki rewizji, dziesiątki wyrzuceń z pociągów - a nigdy nawet słowem się na to nie skarżyła. Raniło i bo lalo ją tylko jedno: lenistwo i niesolidność „góry”. Skarżyła się często na niepunktualność swoich kierowników ....

7 marca 1944 została z materiałem obciążającym aresztowana w Warszawie na ul. Marszałkowskiej, kiedy próbowała spotkać się z Ignacym Kęsielem, chcąc mu przekazać przywieziony raport o nieudanym zamachu na Hansa Franka. Okoliczności w jakich została zatrzymana wskazywały, że była śledzona, w drodze do Warszawy. Była więziona na Pawiaku, a torturowana na Szucha prosiła bliskich pozostających na wolności o truciznę. Próby jej wykupienia zakończyły się niepowodzeniem. 29 marca 1944 w publicznej egzekucji została rozstrzelana w ruinach getta.

## Ordery i odznaczenia
- Krzyż Walecznych
- Krzyż Srebrny Orderu Wojennego Virtuti Militari – pośmiertnie[5]